# پهاپهریل
پهاپهریل (به انگلیسی: Phaphril) یک روستا در پاکستان است که در پنجاب واقع شده‌است. پهاپهریل ۲٬۷۰۰ نفر جمعیت دارد.